# Santiago Cebrià del Rey
Santiago Cebrià del Rey (25 de juliol de 1989), també anomenat Santi II o Santi de Silla, és un pilotari valencià d'Escala i corda en nòmina de l'empresa ValNet. Va debutar el 2005 al trinquet de Pelayo.
Santi estigué de baixa per lesió al dit cor de la mà dreta entre el 12 de desembre de 2017, en el qual jugà l'última partida, i el 20 d'abril de 2018, dia de la reaparació al trinquet Eusebio:
amb el seu germà de mitger, encara que varen perdre 60 per 33 front a Ferrer i Félix i no pogué jugar-la bé per dalt, Santi quedà satisfet amb la partida.
| A    | Competició              |     |       |
| ---- | ----------------------- | --- | ----- |
| 2012 | Copa Diputació del 2012 | sub | [ 3 ] |